# Bone en Bez

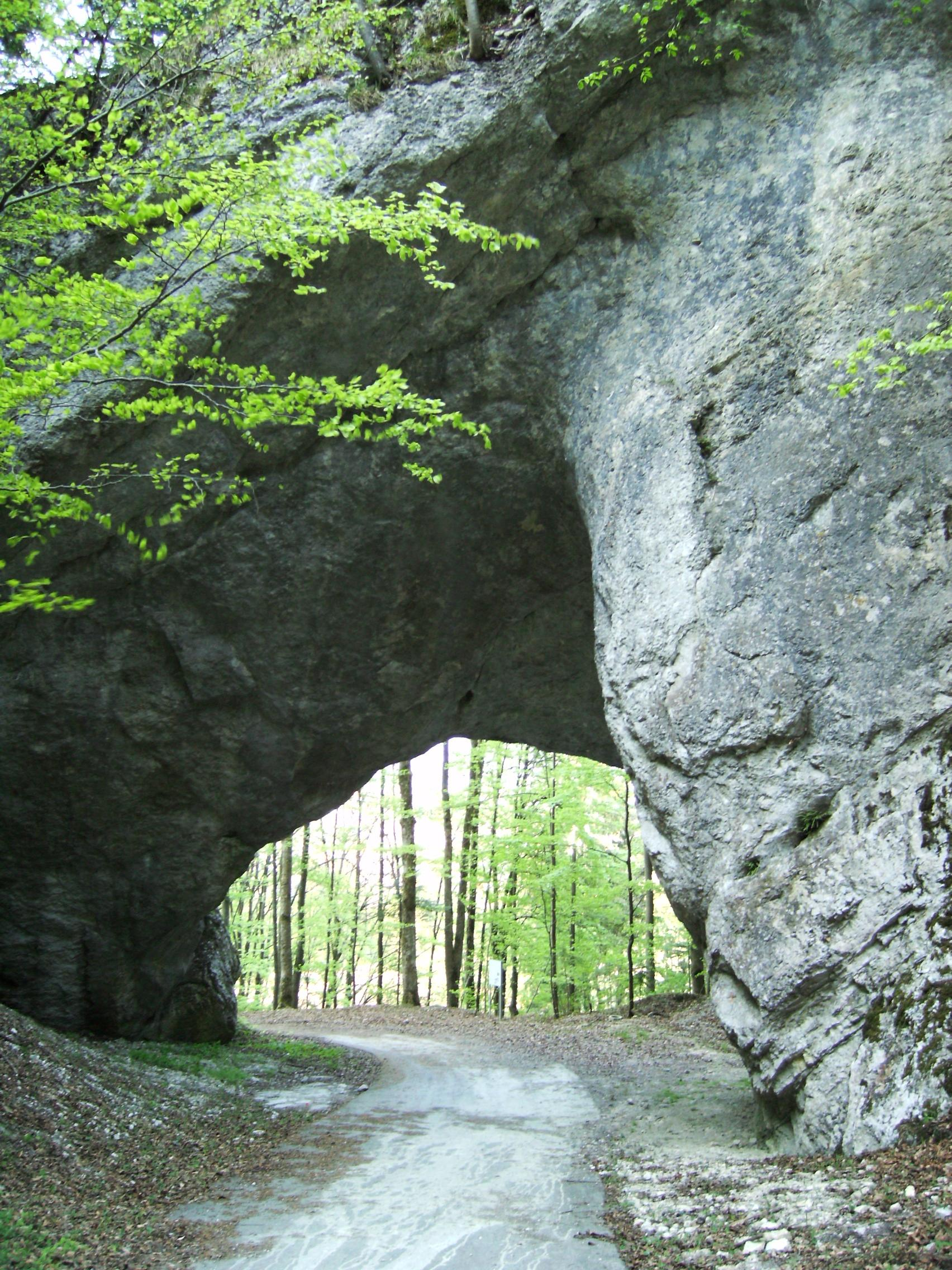
Felsdurchbruch am Col de Pierre Pertuis

Bone en Bez (oder Bonabé Dessous) ist eine zwischen Glovelier und Saulcy im Kanton Jura in der Schweiz nachgewiesene Römerstrasse, die im 1. Jahrhundert n. Chr. im Zuge eines unter dem römischen Kaiser Claudius angelegten, ausgedehnten Strassennetzes gebaut wurde. 
Das Trassee sollte den Legionen eine rasche Verbindung zum Limes ermöglichen. Eine Sondierung erbrachte den Nachweis, dass der ziemlich geradlinige Weg aus einer römischen oder mittelalterlichen Steinsetzung bestand. In Zusammenhang mit diesem Verkehrsweg steht der Bau einer Strasse, die von Vicus Petinesca (Studen BE) nach Epomanduodurum (Mandeure bei Montbéliard) und Augusta Raurica (Augst bei Basel) führte. Sie verlief von Petinesca durch das Tal der Schüss nach Sonceboz-Sombeval und anschliessend durch den Felstunnel am Col de Pierre Pertuis, durch Bellelay, Lajoux und Glovelier. Hier gabelte sie sich, eine Abzweigung führte auf den Col de la Caquerelle in Richtung Elsgau und Mandeure, eine andere verlief ostwärts durch das Delsberger Becken und über den Fringelipass. 
In Bonabé, zwischen Lajoux und Glovelier, wurde 1942 bei dem aus dem Fels gehauenen Trassee ein kleines Münzdepot mit fünf römischen Münzen aus der 1. Hälfte des 2. Jahrhunderts n. Chr. (Trajan, Hadrian und Faustinus) gefunden. Sie befanden sich wahrscheinlich in einem Geldbeutel, der verloren ging. In Lajoux gab es in römischer Zeit vielleicht eine Herberge. Darauf lässt eine damals als Abfalldeponie verwendete Doline («Puits Willy») schliessen, in der gallo-römische Keramik vom Ende des 1. Jahrhunderts entsorgt wurde.